# Харзинка
Харзинка — река в Чагодощенском районе Вологодской области России.
Берёт исток в безлюдной болотистой местности на территории городского поселения Чагода, течёт на юго-восток, пересекает линию железной дороги Кабожа — Подборовье и впадает в Чагодощу в 122 км от её устья, в 3 км восточнее посёлка Чагода.
Длина реки составляет 16 км, площадь водосборного бассейна — 72,7 км².

## Данные водного реестра
По данным государственного водного реестра России относится к Верхневолжскому бассейновому округу, водохозяйственный участок реки — Молога от истока и до устья, речной подбассейн реки — Реки бассейна Рыбинского водохранилища. Речной бассейн реки — (Верхняя) Волга до Куйбышевского водохранилища (без бассейна Оки).
Код объекта в государственном водном реестре — 08010200112110000007112.